# Building a Mystery
Building a Mystery è un singolo della cantante canadese Sarah McLachlan, pubblicato nel 1997 ed estratto dall'album Surfacing.

## Il brano
Il brano è stato scritto da Sarah McLachlan e Pierre Marchand e prodotto da quest'ultimo.

## Video
Il videoclip della canzone vede la partecipazione di David Usher ed è stato diretto da Matt Mahurin. 

## Premi
Il singolo ha vinto il Juno Award come "singolo dell'anno" e il Grammy Award alla miglior interpretazione vocale femminile pop nel 1998.